# Bright Sheng
Bright Sheng, pseudonimo di Shèng Zōngliàng (cinese semplificato: 盛宗亮; Shanghai, 6 dicembre 1955), è un pianista, direttore d'orchestra e compositore di musica contemporanea cino-statunitense.

## Biografia
Comincia a studiare il pianoforte all'età di 4 anni con sua mamma. Dopo la Rivoluzione Culturale della Repubblica Popolare Cinese, si trasferisce a New York nel 1982, dove ebbe modo di studiare con Leonard Bernstein, George Perle, Hugo Weisgall, Chou Wen-Chung e Jack Beeson.
Nel 1995 Sheng è diventato membro della facoltà di composizione dell'Università del Michigan.
Le sue composizioni sono state eseguite da gruppi, solisti ed orchestre negli Stati Uniti, in Europa ed in Asia; tra gli interpreti sono da citare orchestre quali la New York Philharmonic, la Boston Symphony Orchestra, Chicago Symphony Orchestra, l'Orchestre de Paris, la Royal Concertgebouw Orchestra, la Tokyo Philharmonic Orchestra e la China National Symphony, assieme a solisti e direttori quali Leonard Bernstein, Yo-Yo Ma, Kurt Masur, Emmanuel Ax, Leonard Slatkin e Neeme Järvi.
Nel 1999 la Casa Bianca gli ha commissionato un brano eseguito in onore alla visita statunitense del primo ministro cinese Zhou Rongji; nel novembre 2001 Sheng ha ricevuto il premio MacArthur Foundation Fellowship.

## Composizioni
La maggior parte dei lavori di Bright Sheng è edita da Schirmer (New York); tra i brani più rilevanti, sono da segnalare:
- Four Movements per trio con pianoforte (1990)
- The Song of Majnun, opera in un atto, libretto di Andrew Porter (1992)
- Concertino per clarinetto e quartetto d'archi (1993)
- China Dreams per orchestra (1995)
- The Silver River, opera (1997)
- Spring Dreams per violino e orchestra di strumenti tradizionali cinesi (1997)
- Nanking! Nanking! per pipa e orchestra (1999)
- Red Silk Dance per pianoforte e orchestra (2000)
- Madame Mao, opera lirica commissionata da "Santa Fe Opera", che eseguì il lavoro in prima assoluta a Santa Fe nel 2003
- The Phoenix per soprano e orchestra (2004)
- La'i (Love Song) per orchestra di strumenti a fiato e percussioni (2005)